# Seminario arcivescovile di Genova
Il seminario di Genova è l'istituzione dell'arcidiocesi di Genova in cui vengono formati i futuri presbiteri al servizio della stessa arcidiocesi. Venne istituito nel 1575 dall'arcivescovo Cipriano Pallavicino in attuazione del decreto del concilio di Trento del 1563 che stabiliva che la formazione dei sacerdoti avvenisse in scuole appositamente dedicate.
Il seminario, intitolato al papa genovese Benedetto XV, è sede della sezione di Genova della Facoltà teologica dell'Italia settentrionale, la cui sede principale è a Milano.

## Seminario maggiore

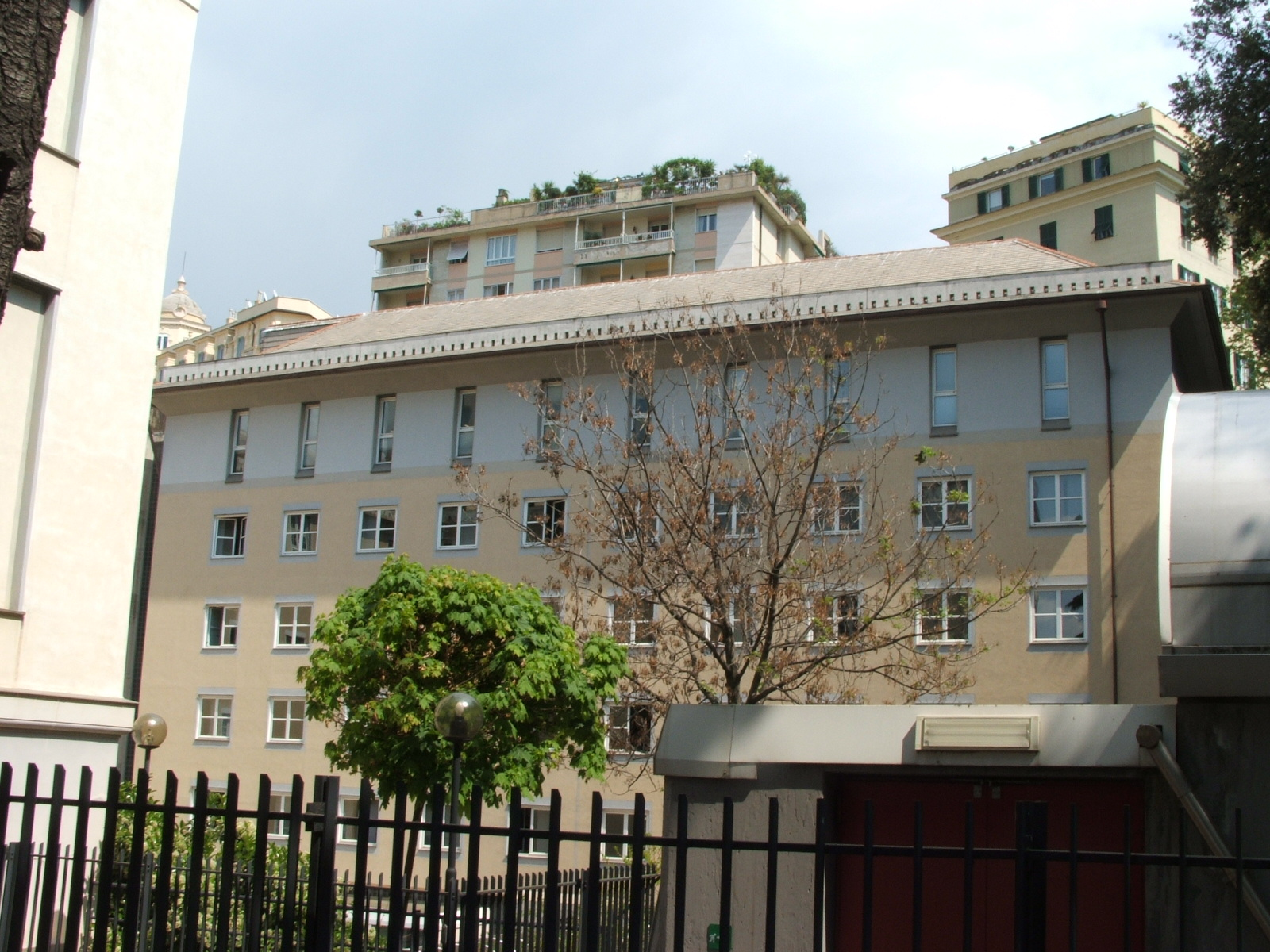
La storica sede del seminario di via Porta d'Archi

### Palazzo del seminario di via Porta d'Archi
Il seminario maggiore, dal 1575 fino alla metà del secolo successivo ebbe varie sedi provvisorie, giudicate però inadeguate dall'arcivescovo Stefano Durazzo, che volle dare all'istituto una sede propria. Nel 1654 venne acquistato, con il contributo dello stesso arcivescovo e quello di numerosi benefattori tra i quali Emanuele Brignole, fondatore dell'Albergo dei Poveri, un terreno in via Porta d'Archi, ai piedi del colle di Carignano,a quel tempo ai margini della città. Tra il 1654 e il 1657 fu costruito un grande palazzo, in cui il seminario avrebbe avuto la sua sede per tre secoli, dal 1657 al 1970.
L'edificio, realizzato in uno stile volutamente sobrio, su progetto di Gerolamo Gandolfo affiancato da Pier Antonio Corradi e Antonio Torriglia, fu inaugurato nel 1657. Venne ampliato in due riprese nel corso dell'Ottocento. Negli anni trenta del Novecento tutta l'area circostante subì una radicale trasformazione, con la cancellazione del quartiere di Ponticello e l'apertura di via Dante, piazza Dante e della galleria Cristoforo Colombo proprio al di sotto del giardino del palazzo, ma i lavori di attuazione del piano urbanistico non coinvolsero direttamente l'edificio che subì invece gravi danni durante la seconda guerra mondiale quando l'ala ottocentesca di levante venne distrutta dai bombardamenti aerei.
Nel tempo il seminario subì anche le ricadute di altre vicende storiche, come tra il 1799 e il 1803 quando il governo della Repubblica Ligure ne decretò la chiusura e negli anni della prima guerra mondiale quando venne parzialmente trasformato in ospedale militare.
Nel 1970 il seminario venne trasferito in una nuova struttura. Lo storico edificio di via Porta d'Archi, rimasto in stato di abbandono fino alla metà degli anni ottanta, venne individuato dal comune di Genova come sede per la biblioteca civica, che vi si insediò nel 1998 dopo un lungo restauro condotto tra il 1985 e il 1992 su progetto dell'architetto Piero Gambacciani.

### Il seminario del Righi
L'edificio in cui dal 1970 ha sede il seminario, ubicato nella ex villa Quartara, in salita Emanuele Cavallo, poco sotto l'altura del Righi, sorge in posizione dominante sul centro storico di Genova. 
Villa Quartara è una villa ottocentesca, in stile eclettico, ampliata nella prima metà del Novecento e donata nel 1965 all'arcidiocesi di Genova che, dopo i lavori dell'ingegnere Giuseppe Crosa di Vergagni (1960-1963), la destinò a sede del seminario, avviando nel contempo la costruzione di un nuovo edificio all'interno del parco. Con gli ampliamenti successivi alla sua costruzione, la villa ha assunto una planimetria irregolare, con due corpi di fabbrica disuguali e una caratteristica torretta panoramica emergente allo snodo tra di essi. I prospetti sono tinteggiati con la tipica decorazione genovese a bande bianche e nere e variamente decorati. All'interno sono ancora presenti affreschi, alcuni originali ed altri realizzati nel 1945 dal pittore Aldo Signoretti.
Il nuovo edificio, costruito alla fine degli anni sessanta, ha una pianta a "C", con la cappella, con la grande facciata a forma di vela, che funge da raccordo tra i due grandi corpi di fabbrica. Essendo quelli anni di molte vocazioni, il nuovo seminario era stato pensato per ospitare un centinaio di seminaristi. Il complesso, alto sulla collina del Righi, è ben visibile da molti punti della città. La terrazza principale del seminario guarda direttamente alla città e al porto, come a voler indicare il desiderio dell'arcidiocesi di Genova di parlare, attraverso l'opera dei futuri preti, al cuore della città.
Dal lato di salita Cavallo il muro di cinta del seminario corre parallelo a quello di villa Sant'Ignazio, che ospita il noviziato dei padri gesuiti. Dall'altra parte, il terreno del seminario confina con il monastero delle monache carmelitane.
Il trapasso dalla vecchia alla nuova struttura avvenne quando era rettore mons. Luigi Roba, che avrebbe continuato nel suo servizio fino al 1980, anno in cui il cardinale Giuseppe Siri chiamò a succedergli mons. Luigi Borzone. Dal 2005 il rettore è stato mons. Michele Cavallero al quale dal 2021 è succeduto don Francesco Fully Doragrossa.

#### Biblioteca diocesana
Al seminario è legata fin dalla sua fondazione la biblioteca diocesana, ospitata al suo interno. 
La biblioteca possiede più di 140.000 volumi di argomento teologico e religioso, oltre a numerose pubblicazioni riguardanti la storia ecclesiastica genovese e ligure. La raccolta iniziale si è andata arricchendo negli anni grazie anche ai lasciti degli arcivescovi genovesi. Tra quelli più significativi i 6.000 volumi lasciati nel 1828 dall'arcivescovo Giuseppe Maria Spina e quelli donati dal papa Benedetto XV nel 1920.

## Seminario minore
Il seminario minore ha funzionato per molti anni sulle alture del quartiere di  San Martino, nella struttura del Chiappeto, accessibile tramite via Sapeto.
In questa località sorgeva fin dal medioevo un convento, in cui nel tempo si erano succeduti vari ordini religiosi. Il complesso subì negli anni numerosi rimaneggiamenti. Nel 1820 la diocesi lo utilizzò come residenza estiva per i presbiteri e dal 1874, per l'aumento dei giovani aspiranti al sacerdozio, lo adibì a sede del seminario minore, rimasto in funzione fino al 1936, quando fu inaugurata una nuova struttura che sostituì il vecchio convento.
Il nuovo edificio, che ospitò i giovani seminaristi fino al 1996, anno della definitiva chiusura, è costituito da un corpo di fabbrica centrale a ferro di cavallo di 5 piani che racchiudono un cortile interno dal quale si dipartono due ali laterali, da un altro edificio separato e dalla chiesa, a cui si accede dallo stesso cortile. A monte, accessibile dal terzo piano attraverso un ampio colonnato vetrato, si trova un secondo cortile, con due aiuole circolari e una fontana.
Dopo la chiusura del seminario minore, nella seconda metà degli anni novanta, l'accompagnamento vocazionale di ragazzi e adolescenti è stato portato avanti con i gruppi "Samuel" ed "Eccomi", animati dai seminaristi del seminario maggiore. mentre la struttura ospita una Residenza sanitaria assistenziale, dipendente dall'ospedale Galliera. La residenza, intitolata al cardinale Carlo Dalmazio Minoretti, arcivescovo di Genova dal 1925 al 1938, comprende un centro di riabilitazione e una struttura per la cura dei malati di Alzheimer.